# ポート・エリザベス (セントビンセント・グレナディーン)
ポート・エリザベス（Port Elizabeth）はセントビンセント・グレナディーン、グレナディーン教区の町。グレナディーン諸島、ベキア島中央部の沿岸に位置する。人口は1,810人（2015年）。ベキア島の中心地。
港湾都市であり、セントビンセント島にある首都キングスタウンとはフェリーで結ばれている。また観光地としても栄えており、サージェント・ブラザーズ・モデルボートショップでは島の伝統的手法で制作された船を購入できる。